# Arenga wightii
Arenga wightii es una especie de plantas fanerógamas pertenecientes a la familia Arecaceae. Es originaria de la India donde está considerada en peligro de extinción por la pérdida de hábitat.

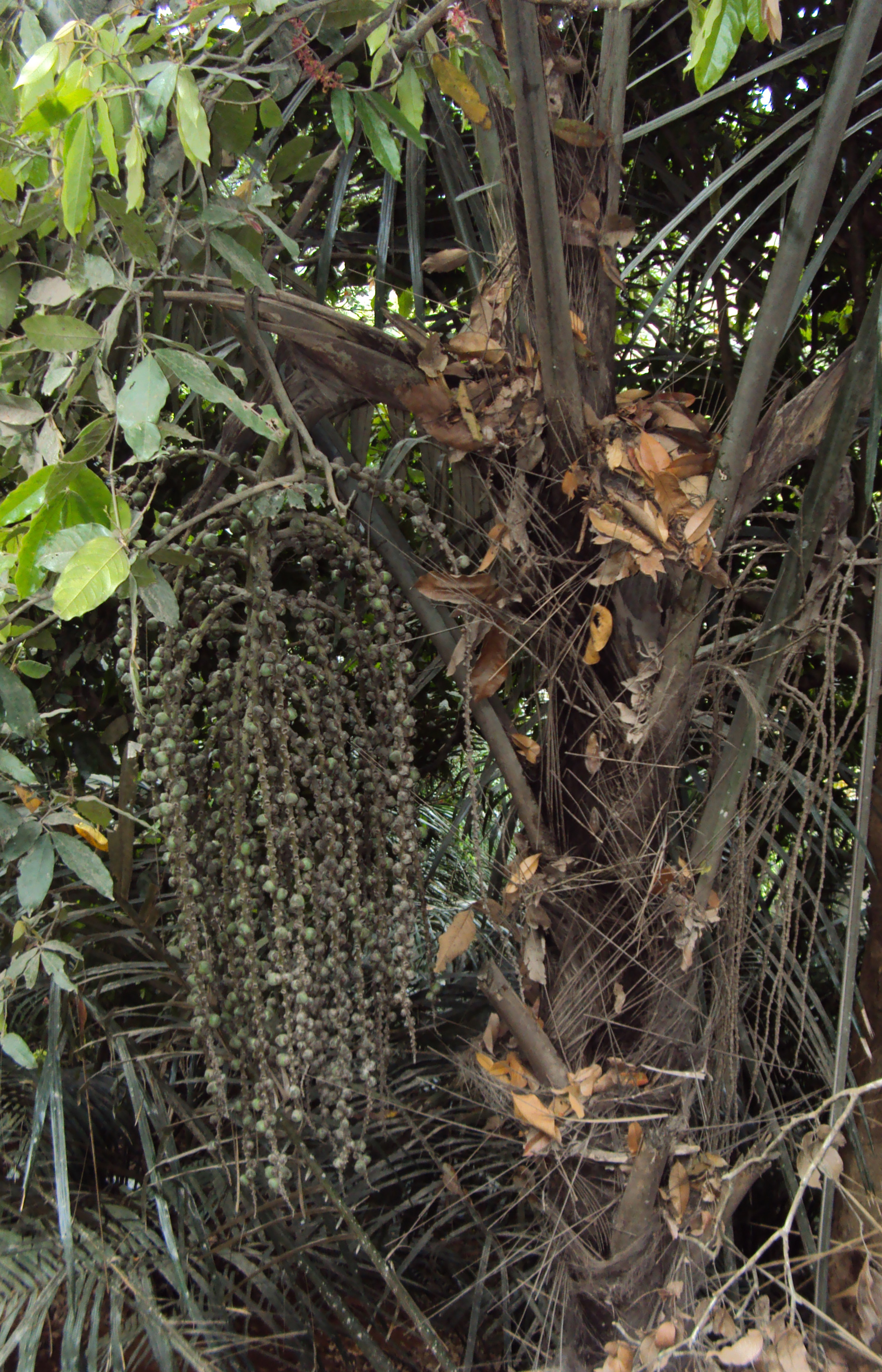
Vista de la planta

## Descripción
Es una palmera monoica. Tronco y corteza de color gris, densamente revestido con restos fibrosos de negro de la fronda de reciente apertura. Hojas compuestas, pinnadas, de 3,5-8 m de largo; foliolos de 30-100 cm x 2-2,5 cm, ensiforme lineal,  verde oscuro por encima, por debajo glauco, margen entero o dentado en el medio superior. Espádices femeninos y masculinos separados, de 1 m de largo.

## Taxonomía
Arenga wightii fue descrita por William Griffith y publicado en Calcutta Journal of Natural History and Miscellany of the Arts and Sciences in India 5: 475–477. 1845.
Etimología
Arenga: nombre genérico que deriva de aren, nombre común en la Isla de Java para la palma Arenga pinnata. (J. Dransfield, N. Uhl, C. Asmussen, W.J. Baker, M. Harley and C. Lewis. 2008)
wightii: epíteto otorgado en honor del botánico Robert Wight.
Sinonimia
- Saguerus wightii (Griff.) H.Wendl. & Drubotánico]] de[3]